# Мелікерт

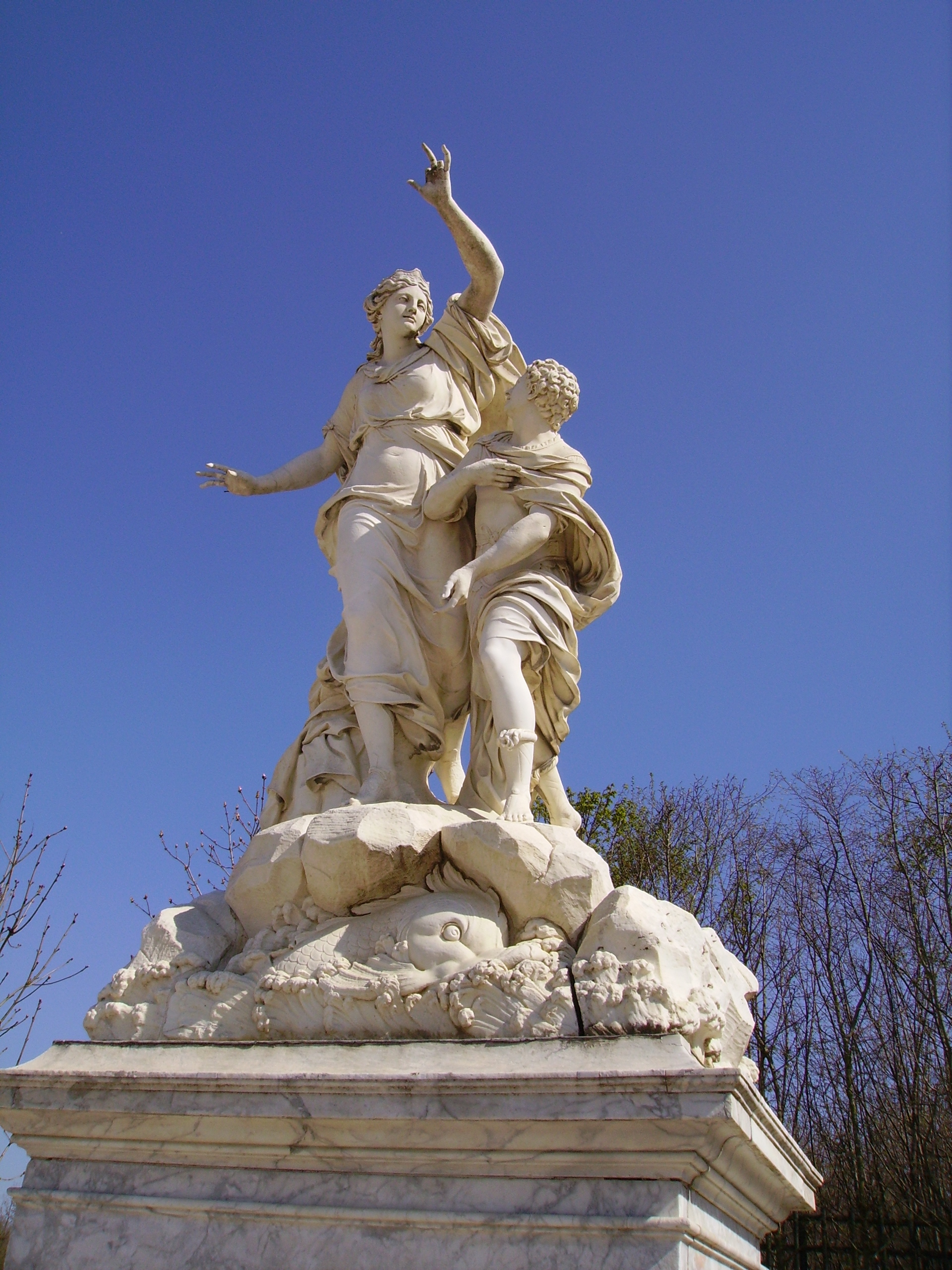
Іно та Мелікерт

Меліке́рт (дав.-гр. Μελικέρτης) — давньогрецьке морське божество, відоме також під ім'ям (поширенішим і імовірно початковим) Палемона. Своє друге ім'я Палемон отримав, вочевидь, під впливом тірського культа Мелькарта, принесеного до Греції за часів фінікійської колонізації.
В міфах Палемон-Мелікерт вважався сином Атаманта й Іно. Рятуючись від Атаманта, якого охопив приступ божевілля, Іно з сином кинулися в море, де їх прийняли нереїди. У Коринфі за велінням нереїд Сісіф установив Істмійські ігри на честь Палемона-Мелікерта і спорудив на Істмі храм Палемоніон, який прикрасив статуями Посейдона, Палемона й Левкотеї.
На монетах багатьох грецьких міст можна зустріти зображення Мелікерта у вигляді хлопчика, що сидить на дельфіні або в колі морських божеств.
Римляни ототожнювали Мелікерта зі своїм портовим божеством Портуном (Портумном).